# 가쓰라기시
가쓰라기시(일본어: 葛城市)는 일본 나라현 중서부에 위치하고 오사카부와 경계를 접하는 시이다. 2004년 10월 1일에 나라현 기타카쓰라기군 신조정과 다이마정이 합병해 탄생했다.

## 지리
가쓰라기산에서 후타가미산으로 뻗어 있는 산맥의 동쪽 기슭에 위치한다. 산을 넘으면 오사카부이다. 경제적으로는 야마토타카다시와의 관계가 강하다. 기후는 나라 분지에 위치하기 때문에 겨울에는 서리가 내릴 정도로 추워지고 여름은 습도가 높다. 또 연중 비가 적기 때문에 물부족 대책으로 저수지가 시내의 도처에 있었지만 현재는 요시노강 분수에 의해 충분한 물이 공급되고 있어 이용은 되고 있지 않다.

### 인접하는 자치체
- 나라현
  - 야마토타카다시, 고세시, 가시바시
- 오사카부
  - 미나미카와치군 다이시정, 가난정

## 역사
고대에는 야마토국 오시미군 및 가쓰게군의 땅이었다. 가쓰라기현 신사 등 수많은 연희식에 기록되어 있는 신사가 현존한다. 2004년 10월 1일에 나라현 기타카쓰라기군 신조정과 다이마정이 합병해 탄생했다.

## 교통

### 철도
- 서일본 여객철도
  - 와카야마선
    - (← 야마토타카다시 다카다역) - 야마토신조역 - (고세시 고세역 →)
- 긴키 닛폰 철도
  - 미나미오사카선
    - (← 가시바시 니조잔역) - 니조진자구치역 - 다이마데라역 - 이와키역 - 샤쿠도역 - (야마토타카다시 다카다시역 →)

  - 고세선
    - 샤쿠도역 - 긴테쓰신조역 - 오시미역 - (고세시 긴테쓰고세역 →)

### 도로
- 미나미한나 도로(일본어판)
- 국도 제24호선
- 국도 제165호선 (일본)(일본어판)
- 국도 제166호선 (일본)(일본어판)
- 국도 제168호선